# مطالعات تاریخ هنر

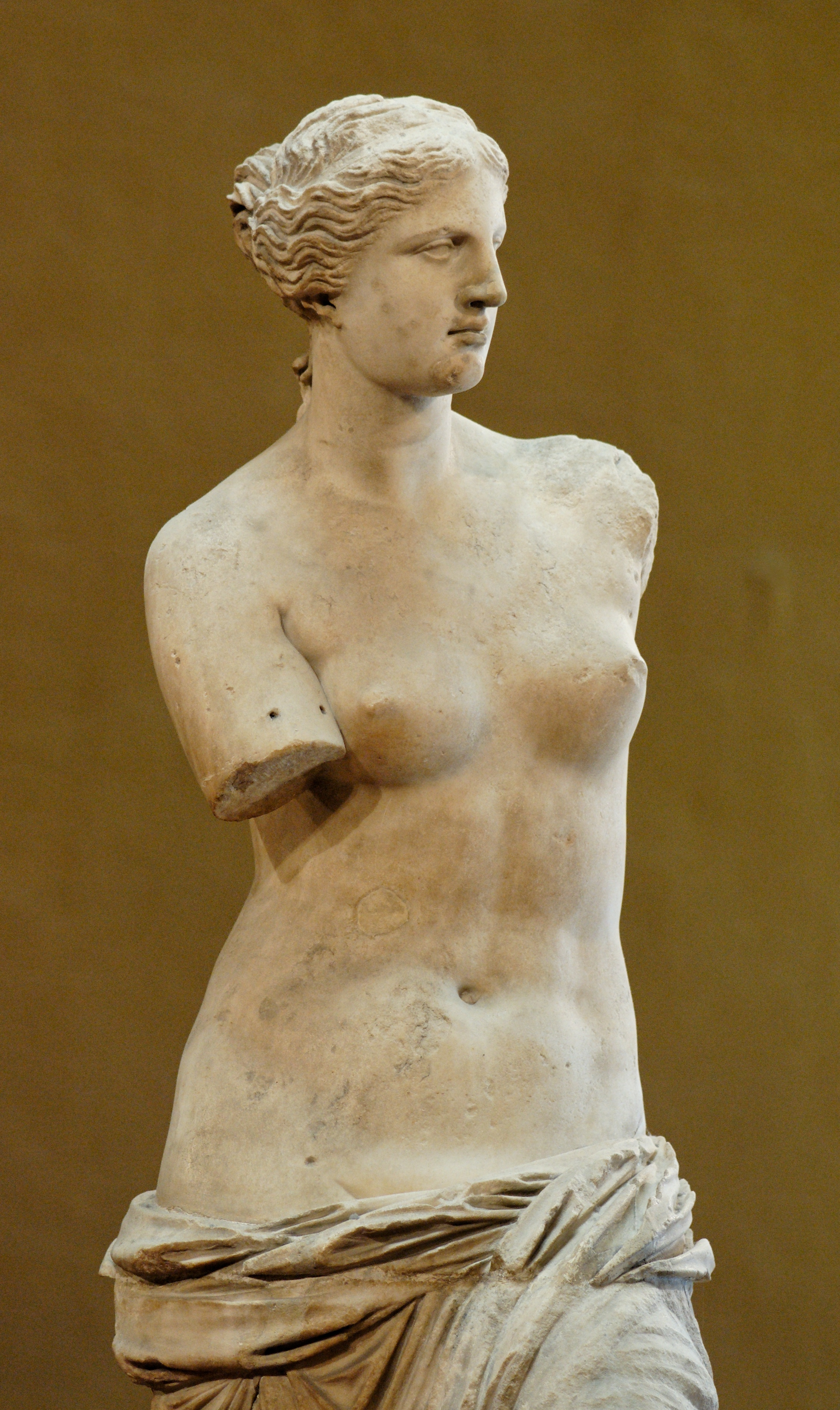
ونوس میلو، در موزه لوور

مطالعات تاریخ هنر (انگلیسی: Art History)، یکی از رشته‌های علوم انسانی است که به تحقیق در فرهنگ دیداری می‌پردازد. تاریخ هنر بیش از پیش بر آن است که نقش فرهنگ دیداری در جوامع مختلف را بشناسد و از راه بررسی همه‌جانبه خود هنر، آگاهی بیشتر از مردم و فرهنگ‌هایی که آن هنری را آفریده‌اند به دست آورد. گسترهٔ فرهنگ دیداری نه فقط ساخته‌های نقاشان، مجسمه‌سازان، چاپگران و معماران، بلکه بسیاری تولیدات دیگر (مانند عکس‌ها، فیلم‌ها، طرح‌های تبلیغاتی، اشیای زینتی و غیره) را شامل می‌شود. تاریخ هنر با مطالعه و تجزیه و تحلیل این آثار به با ما می‌گوید که آن‌ها چگونه شکل گرفته‌اند و در زمان‌ها و مکان‌های معین برای گروه‌های مختلف مردم چه معنای بصری خاصی داشته‌اند.
مطالعات تاریخ هنر، تاریخ گروه‌های مردمی مختلف و فرهنگشان است که در آثار هنریشان تجلی یافته‌است. تاریخ‌دانان هنر دوره‌های مختلف هنری را با هم مقایسه می‌کنند؛ مانند مقایسه هنر دوران وسطی با رنسانس. این تاریخ فرهنگ‌ها در کار هنری آنها به شکل‌های مختلف نشان داده شده‌است. مطالعهٔ هنر هر دوره را می‌توان از طریق بررسی پوشاک، معماری، دین و ورزش انجام داد؛ با آثاری که جنبهٔ بصری بیشتری دارند؛ مانند طراحی، نقاشی، مجسمه‌سازی.

## گاهشمار تاریخ‌نگاری هنر

### پلینی پدر و تاریخ هنر باستان
تاریخ‌نویسی هنر با شرح احوال و آثار نقاشان و از پیکره‌سازان دوران باستان آغاز شد. کهن‌ترین تاریخ هنر موجود را پلینی [پدر] نوشته‌است. (حدود ۷۰ م) او در تألیف عظیم سی و هفت جلدی خود با عنوان تاریخ طبیعی، فصل‌هایی را به هنر و هنرمندان یونان و روم باستان تخصیص داد. پلینی بر مبنای چند رساله یونانی -که اکنون دیگر وجود ندارند- به این باور رسید که تقلید طبیعت در طی چند قرن مراحل تکامل را پیموده و در زمان او به اوج خود رسیده‌است.

### وازاری و زندگینامه هنرمندان
بعدها رنسانس ایتالیایی در بررسی دستاوردهای خود به الگوی پلینی بازگشت. گیبرتی آغاز کننده بود ولی کار اساسی به دست وازاری صورت گرفت؛ وی در کتاب «زندگینامه هنرمندان» (۱۵۵۰ م) به بررسی روند رشد و انحطاط هنرها در یونان و روم باستان و سپس نوزایش و پیشرفت آن‌ها از جوتو تا میکل‌آنژ پرداخت. وازاری هم مانند پلینی، ارزش‌های طبیعت‌گرایی را مبنای بررسی تاریخی‌اش قرار داد، اما شکل پیشرفت هنر را از ذات خود هنر استنتاج کرد. وی مراحل تولد، بلوغ و زوال موجود زنده را الگویی برای تبیین تحول هنر در نظر گرفت. بعد نویسندگانی چون ماندر (در هلند)، بالیونه و بلوری (در ایتالیا) و زانْدرارْت (در آلمان) بر مبنای نظریهٔ وازاری رسالاتی در باب تاریخ هنر نوشتند. برخی از مورخان نیز با تأکید بر برتری رافائل در طراحی و تیسین در رنگ، امتیاز خاصی را که وازاری به میکل‌آنژ داده بود زیر سؤال بردند. در این رهگذر، آکادمی‌ها، مجموعه‌داران و هنرشناسان بر اطلاعات تاریخی دربارهٔ استادان بزرگ گذشته افزودند.

### وینکلمان و نقد هنری
در میانه سدهٔ هجدهم که بحران انحطاط هنرها و لزوم چاره‌جویی احساس می‌شد، وینکلمان (مورخ هنر و باستان‌شناس آلمانی) راه حل مسئله را در بازگشت به اصول حقیقی هنر یونان یافت. او در «تاریخ هنر باستان» (۱۷۶۴ م)، فرایند طبیعی تولد، بلوغ و زوال هنرها را به گونه دیگری مورد بحث قرار داد. به عقیده او هنر کلاسیک یونان و هنر رنسانس ایتالیا از سادگی و بی‌آلایشی مناسب برای پیشرفت برخوردار بودند، ولی از آنجا که هنرهای کامل شده و پیچیده ادوار بعدی در بطن خود نطفه‌های تکلف و ظرافت بیش از حد را حمل می‌کردند، در نظام‌های سیاسی مستبد (از قبیل پادشاهی لوئی چهاردهم) به تباهی کشانده شدند. بدین سان، وینکلمان نیز پیشرفت هنر را ناشی از نیروهای ذاتی و درونی آن دانست، اما تفاوت وی با مورخان پیشین در این بود که کتاب خود را به تاریخ هنر -و نه تاریخ زندگی هنرمندان- تخصیص داد. او پیکره‌سازی و نقاشی را اصیل‌ترین تجلی روح یک ملت می‌شمرد. این بینش بعد از طریق فلسفه تاریخ هگل (تاریخ به مثابه آشکارسازی روح جهانی) استحکام بیشتری یافت و باعث توسعه تاریخ‌نویسی هنر در کشورهای آلمانی زبان شد (بی‌سبب نبود که رشته تاریخ هنر نخست در دانشگاه‌های آلمان و اتریش رسمیت یافت).

### سده‌های نوزدهم و بیستم
اوایل سده نوزدهم با ظهور رمانتیکها که هدف هنر را بیان احساس‌ها و ادراکات فردی هنرمند می‌دانستند، دیدگاه مورخان نیر تغییر کرد. یاکوب بورکهارت، مورخ سوییسی با نگاهی رمانتیک و بدبینانه به جهان مدرن می‌نگریست و پسرفت ارزش‌های فرهنگی و معنوی را در آن می‌دید. او با تألیف کتاب «تمدن رنسانس در ایتالیا» (۱۸۶۰) از نخستین کسانی بود که هنر را در بافت فرهنگی آن مورد مطالعه قرار داد. وی معتقد بود که انسان رنسانس بر وجود خویش به عنوان «یک فرد معنوی» آگاهی یافته‌است، حال آنکه پیش از آن دوران، انسان خود را صرفاً عضوی از یک نژاد، قوم، صنف و خانواده می‌شمرد.
در سال‌هایی که گرایش‌های ضد رمانتیک در فرانسه اوج گرفته بود، ایپوُلیت تن، مورخ و منتقد فرانسوی نظریهٔ «تأثیر تعیین‌کننده عوامل محیطی بر اثر هنری» را طرح کرد. او در کتاب «فلسفه هنر» (۱۸۶۵ م)، به مقایسه تاریخ هنر با گیاه‌شناسی پرداخت: همان‌طور که تغییرات دمای فیزیکی ظاهر این یا آن گونهٔ گیاهی را تعیین می‌کند، نوعی گرمای اخلاقی نیز وجود دارد که تغییرات آن مشخص کنندهٔ ظاهر این یا آن نوع هنر است. تِن فلسفه پوزیتیویسم را به حوزه هنر آورد و با نوشته‌هایش بر جنبش‌های رئالیسم و ناتورالیسم بسیار تأثیر گذاشت.
اواخر سده نوزدهم، مقارن با سست شدن اعتقاد به ترقی تمدن غربی، نظریه‌های تازه‌ای در تاریخ هنر پدید آمدند. مورخان تحت تأثیر جنبش‌هایی مانند امپرسیونیسم و زیبایی‌شناسی «دید ناب»، پژوهش‌های خود را بر پایه تجزیه و تحلیل فرم قرار دادند. آلویس ریگل، مورخ اتریشی دگرگونی سبک در گذر زمان را ناشی از تمایل ذاتی انسان به تغییر دانست. ایده اصلی او در کتاب‌هایش، از جمله «تاریخ تزیین» (۱۸۹۳ م) این بود که سبک‌های پذیرفته شده در مکان‌ها و دوره‌های مختلف، «اراده معطوف به فرم» را ولو به طرزی ناآشکار منعکس می‌کنند و بنابراین، بحث ترقی و افول در تاریخ هنر نامربوط و بی معناست (تأثیر این نظریه را در شماری از مورخان سده بیستم، از جمله کنت کلاژک می‌توان دید). هاینریش ولفلین سوییسی در نوشته‌هایش کوشید تبعیت سبک از اصول تکاملی را نشان دهد. در کتاب «هنر کلاسیک» (۱۸۹۹ م) با بررسی نقاشی و پیکره‌سازی رنسانس ایتالیایی، معیارهایی برای تجزیه و تحلیل سبک ارائه کرد و این معیارها را در «اصول تاریخ هنر» (۱۹۱۵ م) به‌طور کامل بسط داد. موضوع این کتاب، بررسی تفاوت هنر رنسانس و هنر باروک بر اساس تمهیدات بصری متباین است. مفاهیم متقابل مورد بحث او عبارتند از: خطْ‌پردازانه / نقاشانه، ترکیب‌بندی مسطح / رو به درون، فرم بسته / باز، کثرت / وحدت، وضوح / عدم وضوح موضوع کار. این اصطلاحات وُلْفلین بعداً در تجزیه و تحلیل صوری هرگونه نقاشی بازنمودی متداول شد.
ریگل، ولفلین و بِرِنسون (مورخ آمریکایی) در بررسی‌های سبک از علم روانشناسی رایج در سدهٔ نوزدهم بهره گرفتند، اما آنری فوسیون فرانسوی با برداشتی زیست‌شناسانه از ماهیت تاریخ هنر، جهت تازه‌ای به رویکرد فرمالیستی داد. او در کتاب «هنر غرب» (۱۹۳۸ م) که تحقیقی دربارهٔ هنر رومانسک و هنر گوتیک بود، بر جنبه‌های فنی خلاقیت هنری تأکید کرد و اینکه هنرمند چگونه به امکانات و محدودیت‌های مواد کارش پاسخ می‌دهد. در دهه‌های نخست سده بیستم ادعای استقلال «علم هنر» بحث‌های بسیاری را برانگیخت. مسئله این بود که آیا می‌توان اثر هنری را خارج از بافت تاریخی آن صرفاً بر مبنای فرم بررسی کرد؟ اَبی واربورگ (مورخ آلمانی) تحلیل صوری وُلفلین از هنر رنسانس را ناکافی دانست و کوشید این هنر را در ارتباط با تاریخ روشنفکری آن زمان توضیح دهد. او چندان نوشته‌ای از خود به جای نگذاشت، اما مدارک بسیاری را برای پژوهشگران انگلیسی فراهم آورد. امیل مال، مورخ فرانسوی نیز در نوشته‌هایش بر اهمیت موضوع در آثار هنری تأکید می‌کرد.